# Joan Josep Senent Moreno
Joan Josep Senent Moreno (València, 5 d'agost de 1945) és un professor universitari d'economia i empresa valencià, fill de Joan Josep Senent i Anaya i històric membre de les bases del valencianisme.
Al costat de son pare, va ser un dels responsables de diverses iniciatives culturals valencianistes durant les dècades de 1960 i 1970, destacant-ne la revista Gorg i la llibreria Tres i Quatre, on participà en el nucli fundador. Joan Senent va formar part, com son pare, de Lo Rat Penat, fins que fou expulsat amb Manuel Sanchis Guarner el 1975. El 1977 va ser president del Centre Excursionista de València, i va impulsar l'ecologisme a dins de l'organització. Durant la dècada de 1980, va participar en les tertúlies de l'Hotel Anglés.

## Galeria
- Entrevista a La Represa, juliol de 2016.